# Eleições autárquicas portuguesas de 1985 no distrito de Évora
| Eleições autárquicas portuguesas de 1985 Distritos: Aveiro \| Beja \| Braga \| Bragança \| Castelo Branco \| Coimbra \| Évora \| Faro \| Guarda \| Leiria \| Lisboa \| Portalegre \| Porto \| Santarém \| Setúbal \| Viana do Castelo \| Vila Real \| Viseu \| Açores \| Madeira |

## Resultados por concelho
Os resultados nos concelhos do distrito de Évora foram os seguintes:

### Alandroal
| Partido                 | Partido                       | Votos | %               | +/-  | Vereadores | +/-     |
| ----------------------- | ----------------------------- | ----- | --------------- | ---- | ---------- | ------- |
|                         | Aliança Povo Unido            | 2 909 | 66,98 / 100,00  | 2,27 | 4 / 5      | Estável |
|                         | Partido Social Democrata      | 687   | 15,82 / 100,00  | -    | 1 / 5      | -       |
|                         | Partido Socialista            | 373   | 8,59 / 100,00   | 6,84 | 0 / 5      | Estável |
|                         | Partido Renovador Democrático | 261   | 6,01 / 100,00   | Novo | 0 / 5      | Novo    |
| Votos Inválidos         | Votos Inválidos               | 113   | 2,61 / 100,00   | 1,62 |            |         |
| Total                   | Total                         | 4 343 | 100,00 / 100,00 |      | 5 / 5      |         |
| Eleitorado/Participação | Eleitorado/Participação       | 6 629 | 65,52 / 100,00  | 8,36 |            |         |

### Arraiolos
| Partido                 | Partido                       | Votos | %               | +/-  | Vereadores | +/-     |
| ----------------------- | ----------------------------- | ----- | --------------- | ---- | ---------- | ------- |
|                         | Aliança Povo Unido            | 3 720 | 68,46 / 100,00  | 1,04 | 4 / 5      | Estável |
|                         | Partido Social Democrata      | 1 308 | 24,07 / 100,00  | -    | 1 / 5      | -       |
|                         | Partido Renovador Democrático | 226   | 4,16 / 100,00   | Novo | 0 / 5      | Novo    |
| Votos Inválidos         | Votos Inválidos               | 180   | 3,31 / 100,00   | 0,92 |            |         |
| Total                   | Total                         | 5 434 | 100,00 / 100,00 |      | 5 / 5      |         |
| Eleitorado/Participação | Eleitorado/Participação       | 7 124 | 76,28 / 100,00  | 3,36 |            |         |

### Borba
| Partido                 | Partido                 | Votos | %               | +/-   | Vereadores | +/- |
| ----------------------- | ----------------------- | ----- | --------------- | ----- | ---------- | --- |
|                         | Partido Socialista      | 2 792 | 53,66 / 100,00  | 16,30 | 3 / 5      | 1   |
|                         | Aliança Povo Unido      | 2 236 | 42,98 / 100,00  | 14,30 | 2 / 5      | 1   |
| Votos Inválidos         | Votos Inválidos         | 175   | 3,37 / 100,00   | 1,99  |            |     |
| Total                   | Total                   | 5 203 | 100,00 / 100,00 |       | 5 / 5      |     |
| Eleitorado/Participação | Eleitorado/Participação | 6 938 | 74,99 / 100,00  | 2,13  |            |     |

### Estremoz
| Partido                 | Partido                 | Votos  | %               | +/-   | Vereadores | +/- |
| ----------------------- | ----------------------- | ------ | --------------- | ----- | ---------- | --- |
|                         | Partido Socialista      | 5 131  | 49,70 / 100,00  | 31,94 | 4 / 7      | 3   |
|                         | Aliança Povo Unido      | 4 735  | 45,87 / 100,00  | 0,46  | 3 / 7      | 1   |
| Votos Inválidos         | Votos Inválidos         | 457    | 4,42 / 100,00   | 0,19  |            |     |
| Total                   | Total                   | 10 323 | 100,00 / 100,00 |       | 7 / 7      |     |
| Eleitorado/Participação | Eleitorado/Participação | 14 745 | 70,01 / 100,00  | 5,53  |            |     |

### Évora
| Partido                 | Partido                       | Votos  | %               | +/-  | Vereadores | +/-     |
| ----------------------- | ----------------------------- | ------ | --------------- | ---- | ---------- | ------- |
|                         | Aliança Povo Unido            | 14 968 | 52,29 / 100,00  | 2,04 | 4 / 7      | Estável |
|                         | Partido Social Democrata      | 9 915  | 34,64 / 100,00  | 8,33 | 3 / 7      | 1       |
|                         | Partido Renovador Democrático | 2 675  | 9,34 / 100,00   | Novo | 0 / 7      | Novo    |
| Votos Inválidos         | Votos Inválidos               | 1 069  | 3,73 / 100,00   | 0,97 |            |         |
| Total                   | Total                         | 28 627 | 100,00 / 100,00 |      | 7 / 7      |         |
| Eleitorado/Participação | Eleitorado/Participação       | 41 471 | 69,03 / 100,00  | 7,53 |            |         |

### Montemor-o-Novo
| Partido                 | Partido                  | Votos  | %               | +/-  | Vereadores | +/-     |
| ----------------------- | ------------------------ | ------ | --------------- | ---- | ---------- | ------- |
|                         | Aliança Povo Unido       | 8 111  | 65,46 / 100,00  | 2,67 | 5 / 7      | Estável |
|                         | Partido Socialista       | 2 016  | 16,27 / 100,00  | 2,49 | 1 / 7      | Estável |
|                         | Partido Social Democrata | 1 946  | 15,70 / 100,00  | 0,08 | 1 / 7      | Estável |
| Votos Inválidos         | Votos Inválidos          | 318    | 2,56 / 100,00   | 0,26 |            |         |
| Total                   | Total                    | 12 391 | 100,00 / 100,00 |      | 7 / 7      |         |
| Eleitorado/Participação | Eleitorado/Participação  | 16 516 | 75,02 / 100,00  | 7,36 |            |         |

### Mora
| Partido                 | Partido                  | Votos | %               | +/-  | Vereadores | +/- |
| ----------------------- | ------------------------ | ----- | --------------- | ---- | ---------- | --- |
|                         | Aliança Povo Unido       | 2 740 | 65,74 / 100,00  | 5,86 | 4 / 5      | 1   |
|                         | Partido Social Democrata | 1 152 | 27,64 / 100,00  | -    | 1 / 5      | -   |
| Votos Inválidos         | Votos Inválidos          | 276   | 6,62 / 100,00   | 0,13 |            |     |
| Total                   | Total                    | 4 168 | 100,00 / 100,00 |      | 5 / 5      |     |
| Eleitorado/Participação | Eleitorado/Participação  | 5 906 | 70,57 / 100,00  | 7,76 |            |     |

### Mourão
| Partido                 | Partido                  | Votos | %               | +/-   | Vereadores | +/-     |
| ----------------------- | ------------------------ | ----- | --------------- | ----- | ---------- | ------- |
|                         | Partido Social Democrata | 987   | 48,91 / 100,00  | 22,92 | 3 / 5      | 2       |
|                         | Aliança Povo Unido       | 924   | 45,79 / 100,00  | 10,68 | 2 / 5      | Estável |
| Votos Inválidos         | Votos Inválidos          | 107   | 5,31 / 100,00   | 0,62  |            |         |
| Total                   | Total                    | 2 018 | 100,00 / 100,00 |       | 5 / 5      |         |
| Eleitorado/Participação | Eleitorado/Participação  | 2 727 | 74,00 / 100,00  | 0,12  |            |         |

### Portel
| Partido                 | Partido                 | Votos | %               | +/-   | Vereadores | +/- |
| ----------------------- | ----------------------- | ----- | --------------- | ----- | ---------- | --- |
|                         | Aliança Povo Unido      | 2 724 | 56,99 / 100,00  | 9,87  | 3 / 5      | 1   |
|                         | Partido Socialista      | 1 890 | 39,54 / 100,00  | 21,96 | 2 / 5      | 1   |
| Votos Inválidos         | Votos Inválidos         | 166   | 3,47 / 100,00   | 1,03  |            |     |
| Total                   | Total                   | 4 780 | 100,00 / 100,00 |       | 5 / 5      |     |
| Eleitorado/Participação | Eleitorado/Participação | 6 632 | 72,07 / 100,00  | 1,90  |            |     |

### Redondo
| Partido                 | Partido                       | Votos | %               | +/-  | Vereadores | +/-     |
| ----------------------- | ----------------------------- | ----- | --------------- | ---- | ---------- | ------- |
|                         | Aliança Povo Unido            | 2 301 | 54,04 / 100,00  | 5,10 | 3 / 5      | Estável |
|                         | Partido Social Democrata      | 1 242 | 29,17 / 100,00  | -    | 2 / 5      | -       |
|                         | Partido Renovador Democrático | 569   | 13,36 / 100,00  | Novo | 0 / 5      | Novo    |
| Votos Inválidos         | Votos Inválidos               | 146   | 3,43 / 100,00   | 0,31 |            |         |
| Total                   | Total                         | 4 258 | 100,00 / 100,00 |      | 5 / 5      |         |
| Eleitorado/Participação | Eleitorado/Participação       | 6 729 | 63,28 / 100,00  | 4,58 |            |         |

### Reguengos de Monsaraz
| Partido                 | Partido                 | Votos | %               | +/-   | Vereadores | +/-     |
| ----------------------- | ----------------------- | ----- | --------------- | ----- | ---------- | ------- |
|                         | Partido Socialista      | 3 267 | 53,13 / 100,00  | 1,89  | 3 / 5      | Estável |
|                         | Aliança Povo Unido      | 2 684 | 43,65 / 100,00  | 12,13 | 2 / 5      | Estável |
| Votos Inválidos         | Votos Inválidos         | 198   | 3,22 / 100,00   | 0,40  |            |         |
| Total                   | Total                   | 6 149 | 100,00 / 100,00 |       | 5 / 5      |         |
| Eleitorado/Participação | Eleitorado/Participação | 9 361 | 65,69 / 100,00  | 9,60  |            |         |

### Vendas Novas
| Partido                 | Partido                 | Votos | %               | +/-   | Vereadores | +/-     |
| ----------------------- | ----------------------- | ----- | --------------- | ----- | ---------- | ------- |
|                         | Aliança Povo Unido      | 4 178 | 55,57 / 100,00  | 4,07  | 3 / 5      | Estável |
|                         | Partido Socialista      | 3 086 | 41,05 / 100,00  | 24,27 | 2 / 5      | 1       |
| Votos Inválidos         | Votos Inválidos         | 254   | 3,38 / 100,00   | 1,08  |            |         |
| Total                   | Total                   | 7 518 | 100,00 / 100,00 |       | 5 / 5      |         |
| Eleitorado/Participação | Eleitorado/Participação | 9 672 | 77,73 / 100,00  | 4,15  |            |         |

### Viana do Alentejo
| Partido                 | Partido                 | Votos | %               | +/-  | Vereadores | +/-     |
| ----------------------- | ----------------------- | ----- | --------------- | ---- | ---------- | ------- |
|                         | Aliança Povo Unido      | 2 324 | 64,47 / 100,00  | 3,48 | 4 / 5      | Estável |
|                         | Partido Socialista      | 1 116 | 30,96 / 100,00  | 9,31 | 1 / 5      | Estável |
| Votos Inválidos         | Votos Inválidos         | 165   | 4,58 / 100,00   | 0,44 |            |         |
| Total                   | Total                   | 3 605 | 100,00 / 100,00 |      | 5 / 5      |         |
| Eleitorado/Participação | Eleitorado/Participação | 5 100 | 70,69 / 100,00  | 7,24 |            |         |

### Vila Viçosa
| Partido                 | Partido                       | Votos | %               | +/-   | Vereadores | +/-     |
| ----------------------- | ----------------------------- | ----- | --------------- | ----- | ---------- | ------- |
|                         | Aliança Povo Unido            | 2 631 | 50,52 / 100,00  | 5,58  | 3 / 5      | Estável |
|                         | Partido Social Democrata      | 2 133 | 40,96 / 100,00  | 25,09 | 2 / 5      | 1       |
|                         | Partido Renovador Democrático | 263   | 5,05 / 100,00   | Novo  | 0 / 5      | Novo    |
| Votos Inválidos         | Votos Inválidos               | 181   | 3,48 / 100,00   | 0,07  |            |         |
| Total                   | Total                         | 5 208 | 100,00 / 100,00 |       | 5 / 5      |         |
| Eleitorado/Participação | Eleitorado/Participação       | 7 216 | 72,17 / 100,00  | 3,35  |            |         |